# Vingboonsgevel

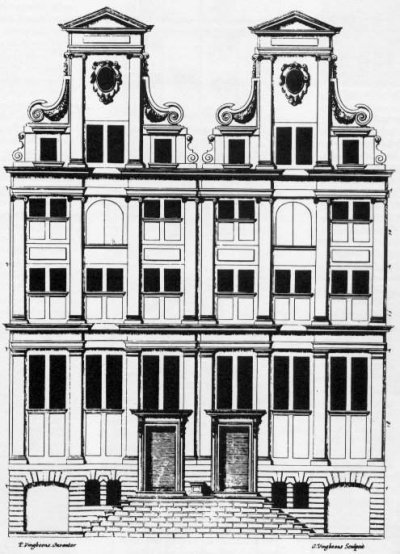
De Vingboonsgevel (Rokin 145)

De Vingboonsgevel is een gevel die door de architect Philips Vingboons (1607-1678) werd ontworpen en die hij in zijn leven op gebouwen heeft toegepast. De gevel lijkt enigszins op de halsgevel. Er zijn enkele verschillen. Bij de Vingboonsgevel heeft het huis vaak horizontaal drie ramen die worden gescheiden door pilasters. Een ander kenmerk is dat de Vingboonsgevel een driehoekig fronton heeft en dat de gevel vaak gebeeldhouwde vleugelstukken heeft. Philips Vingboon was een Amsterdamse architect, de Vingboonsgevel is dan ook bijna uitsluitend in Amsterdam te vinden. Er zijn andere architecten die ook de Vingboonsgevel hebben ontworpen, deze gevels wijken echter vaak af van het origineel en worden dan ook wel pilaster-halsgevels genoemd.
Een voorbeeld van de Vingboonsgevel zijn de Cromhouthuizen, de uitzondering hier is dat de ramen niet gescheiden zijn door een pilaster maar door een verhoging.